# 博多耶含羞草
博多耶含羞草（泰文：มิโมซ่า พัทยา；英文：Mimosa Pattaya）位於泰國東部春武里府色桃邑縣（สัตหีบ），鄰近臨海觀光城市博多耶的一座歐洲文藝復興風格建築花園、遊樂場、商場及餐廳綜合建築群。它是2013年2月14日（星期四）開始營業，布置以歐洲法國與德國邊境的著名小鎮科爾馬（Colmar）為參考建築，耗資1,000萬泰銖建成佔地面積約50萊（8公頃）的「愛的城市（The City of Love）」，每天可接待10,000名遊客。一些香港旅行團會把它列為其中一個觀光景點。

## 活動
- 購物區（Shopping Zone）：
  - 超過300家商店售賣紀念品、服裝及珠寶 ；水療中心；傳統泰國 按摩院。餐廳供應世界各地小吃、飲料及冰淇淋。
- 含羞草歌舞匯演及音樂噴泉（Mimosa Cabaret Show & Musical Fountain）：
  - 晚上夜總會裡有百老匯歌舞匯演；
  - 星期一至星期五，每天四場音樂噴泉：下午3時、下午5時、晚上7時及晚上9時。星期六至星期日增添一場於下午1時。
- 含羞草歌舞巡遊表演（Mimosa Street Show）   
  - 機械人歌舞、吉他情歌、變面表演、牛仔表演。
- 機動遊戲（Funland Amusement Park）：
  - 超動感立體電影院（立體電影、氣味、風力及噴水、機動座椅）、賽車、迷宮、鬼屋。
- 海洋怪獸（Marine Monster）動物園
  - 展出鸚鵡、鴛鴦，罕見的海洋生物、錦鯉，餵食鯊魚。

## 營業時間
- 每天上午10時至晚上10時。

## 入場費
- 成人50泰銖；兒童25泰銖。

## 地址
- 英文地址：28/19-20 Moo 2, Na Jomtien, Sattaheap district , Chonburi 20250, Thailand.
- 中文地址：泰國，春武里府，色桃邑縣（สัตหีบ），宗天北區，第二村，門牌28之19-20。泰國郵遞區號：20250。
- 位置就在素坤逸路的國賓城市宗天飯店（โรงแรม แอมบาสเดอร์ ซิตี้ จอมเทียน；Ambassador City Jomtien Hotel）對面。

## 外部連結
- 泰國春武里府博多耶官方網站 （页面存档备份，存于）（英文）